# Hòa Mỹ Tây
Hòa Mỹ Tây là một xã thuộc huyện Tây Hòa, tỉnh Phú Yên, Việt Nam.
Xã Hòa Mỹ Tây có diện tích 130,33 km², dân số năm 1999 là 8616 người, mật độ dân số đạt 66 người/km².
Xã Hòa Mỹ Tây có các thôn: Quảng Mỹ, Ngọc Lâm 1, Ngọc Lâm 2, Thạnh Phú Đông, Thạnh Phú Tây, Mỹ Thành, Suối Phẩn và Mỹ Phú.